# Вільшанка (Лебединська міська громада)
Вільша́нка —  село в Україні, у Лебединській міській громаді Сумського району Сумської області. Населення становить 90 осіб. До 2020 орган місцевого самоврядування — Рябушківська сільська рада.

## Географія
Село Вільшанка знаходиться на лівому березі річки Вільшанка, вище за течією на відстані 1 км розташоване село Курилівка, нижче за течією на відстані 0,5 км розташоване село Рябушки. Поруч проходять автомобільна дорога Т 1913 і залізниця, станція Рябушки за 2 км.

## Історія
- Село засноване в першій половині 18 століття.
- 1779 - село Вільшанського повіту, належить поручику Кондратьєву.
- 1779 - населення складає 128 чоловіків (жінки не враховувалися, тому що не платили податків).
- З 1780 року входить до Лебединського повіту Харківського намісництва, потім губернії.
- 12 червня 2020 року, відповідно до Розпорядження Кабінету Міністрів України № 723-р «Про визначення адміністративних центрів та затвердження територій територіальних громад Сумської області», увійшло до складу Лебединської міської територіальної громади[1].
- 19 липня 2020 року, після ліквідації Лебединського району, село увійшло до складу Сумського району[2].